# Dolmen de Boutouiller
Le dolmen de Boutouiller, aussi appelé dolmen de Kérangouez ou dolmen de Kérivin, est situé sur la commune de Saint-Pol-de-Léon dans le Finistère, en France. 

## Historique
Le dolmen est mentionné par le chevalier de Fréminville dès 1832. Il est classé monument historique  par arrêté du 15 mars 1909.

## Description
Les restes du tumulus et quelques pierres de parement sont encore visibles. Le dolmen, en forme de T est du type dolmen à couloir. Il mesure 8,50 m de longueur sur 3,90 m de largeur. Le couloir mesure 4,60 m de longueur sur 0,70 m de largeur. Aucune dalle de couverture ne subsiste. Il ouvre côté sud-est et débouche presque à angle droit dans la chambre. Le passage est marqué par une petite dalle latérale de 0,70 m de large sur 0,40 m de hauteur. La chambre n'est pas symétrique, le côté nord-est étant plus court et plus bas. Elle est délimitée par quatre dalles au nord-ouest et au sud-est, une au nord et trois au sud. La hauteur sous dalle est de 1,30 m à l'extrémité sud-est et 1,80 m à l'extrémité sud-ouest. La largeur de la chambre varie de 1,20 m au nord-est à 2 m au sud-ouest. Elle est recouverte par deux tables de couverture, de respectivement 2,60 m sur 2,30 m et 3,20 m sur 2,70 m.
Les dalles sont constituées de trois roches différentes, les orthostates en granite gris et en granite ocre, les dalles de couverture en amphibolite gneissique.
Une dalle côté sud-est comporte deux grandes protubérances qui ont été interprétées comme une représentation de la déesse-mère. 
Le champ sur lequel il se trouve, entre les lieux-dits Keranguez et Kerivin, portait autrefois le nom de Par-ar-C'héo (le champ de la caverne). 